# Chalcoecia patricia
Chalcoecia patricia là một loài bướm đêm trong họ Noctuidae.